# أنو ريالو
أنو ريالو (بالإنجليزية: Anu Realo) أستاذة في قسم علم النفس في جامعة وارويك بالمملكة المتحدة. في عام 2018، تم انتخابها كعضو في الأكاديمية الإستونية للعلوم.

## نُبذة

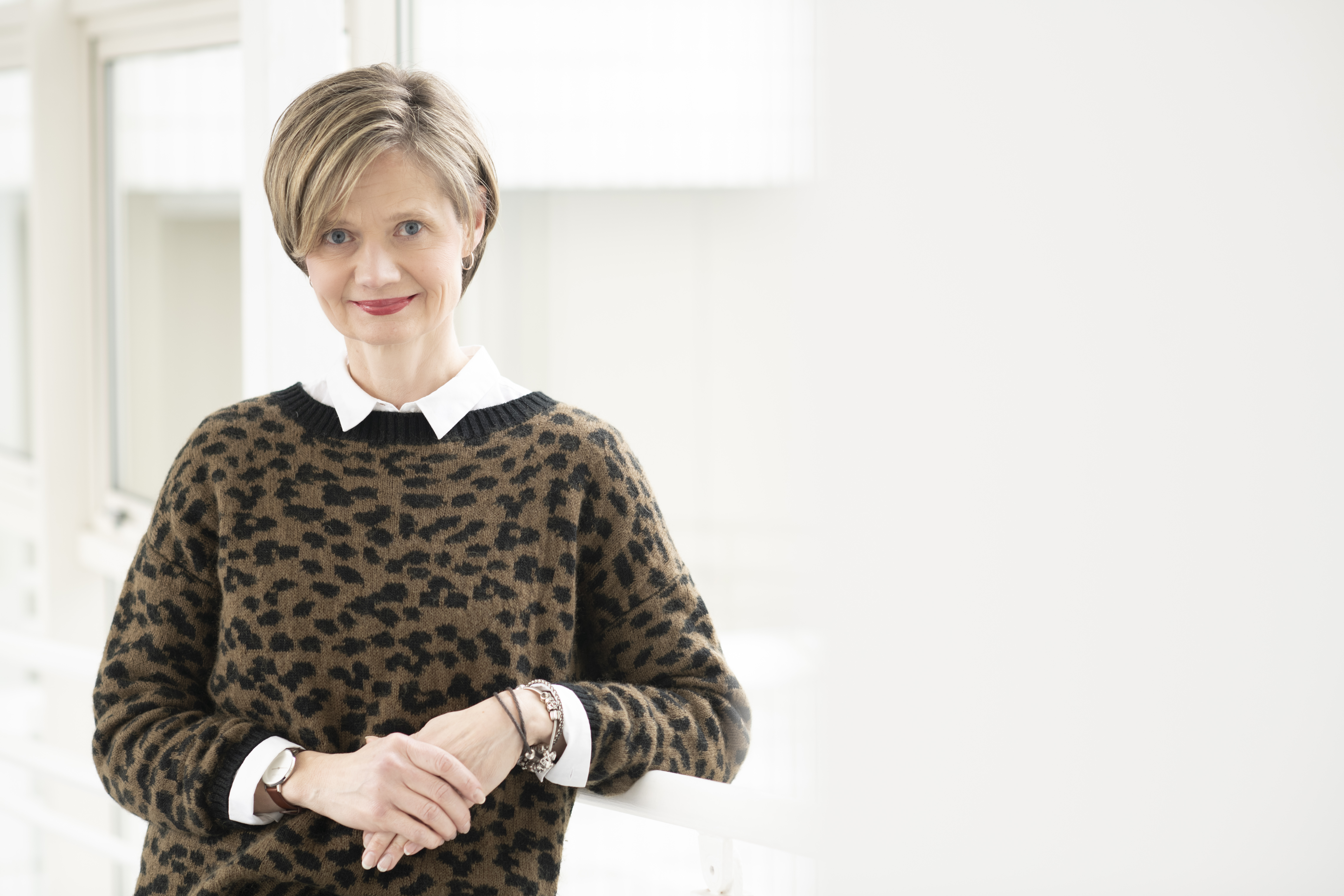
أنو ريالو في 2019.

حصلت على درجة الدكتوراه في علم النفس مع مرتبة الشرف (بامتياز مع مرتبة الشرف) من جامعة تارتو عام 1999. بعد الانتهاء من دراسات الدكتوراه، عملت لمدة عامين كزميلة أبحاث ما بعد الدكتوراه في جامعة لوفان الكاثوليكية، بلجيكا. عند عودتها إلى إستونيا، عملت كأستاذة مشاركة وزميلة أبحاث أولى في قسم علم النفس في جامعة تارتو لمدة 10 سنوات تقريبًا. في عام 2012، حصلت على منصب أستاذ باحث أكاديمي مرموق من قبل الأكاديمية الإستونية للعلوم للفترة 2013-2015. في 2014-2019، شغلت منصب أستاذة في علم النفس الاجتماعي والشخصية في جامعة تارتو. بالإضافة إلى تلك المناصب، كانت زميلة مقيم في معهدين للدراسة المتقدمة: في الكوليجيوم السويدي للدراسات المتقدمة في أوبسالا وفي المعهد الهولندي للدراسات المتقدمة.